# Ernest Thompson Seton
Pour les articles homonymes, voir Seton.
Ernest Thompson Seton, né le 14 août 1860 à South Shields au Royaume-Uni et mort le 23 octobre 1946 dans le Comté de Santa Fe, aux États-Unis, est un naturaliste canado-britannique naturalisé citoyen américain. Auteur connu, artiste animalier, qui illustrait ses ouvrages par des dessins et des aquarelles, il est le fondateur des Woodcraft Indians, et pionnier des Boy Scouts of America (BSA). Seton a fortement influencé Lord Baden-Powell, le fondateur du scoutisme. Ses livres remarquables liés au scoutisme comprennent The Birch Bark Roll et The Boy Scout Handbook. Il est responsable de la forte influence de la culture amérindienne dans le BSA.
Seton se base sur son expérience de la nature dans le Manitoba et sur sa connaissance des mammifères sauvages pour dresser dans ses ouvrages des portraits d'animaux, en partie romancés. Il participe à la réhabilitation du loup en contant l'histoire de Lobo dans son livre Wild Animals I Have Known (1898),.
Son œuvre a fait l'objet au Japon de plusieurs adaptations en mangas (dont Seton, manga japonais de Jirō Taniguchi et Yoshiharu Imaizumi, inspiré de la vie d'Ernest Thompson Seton) et en séries d'animation. Monarch, the big bear of Tallac (Monarch, le gros ours de  Tallac) 1904, a été adapté en série animée sous le titre de Bouba, le Petit Ourson en 1977.

## Jeunesse
Ernest Evan Thompson naît en Angleterre, à South Shields, dans le Comté de Durham (désormais rattaché à South Tyneside, Tyne and Wear), de parents écossais. Il est le benjamin d'une fratrie de huit garçons. La famille de Seton émigre au Canada en 1866. Il passe la plus grande partie de son enfance à Toronto. Au cours de sa jeunesse, il se retire régulièrement dans les bois pour dessiner et étudier les animaux afin de se soustraire à la férule d'un père violent. Après un apprentissage chez un portraitiste de Toronto, et un passage à l'école des arts où il obtient une médaille d'or, il obtient en 1880 une bourse d'études à la Royal Academy de Londres, en Angleterre. Là-bas, il étudie l'anatomie des mammifères, au zoo de Londres et au British Museum, mais des problèmes de santé le contraignent à rentrer au Canada.
Pour son vingt-et-unième anniversaire, son père lui présente la facture de tous les frais liés à son enfance et sa jeunesse, y compris la note du médecin qui l'a mis au monde. Il acquittera la facture, mais n'adressera plus la parole à son père,.
Il s'installe quelque temps dans le ranch d'un de ses frères, dans le Manitoba, puis à son propre compte dans un ranch voisin. Incapable de se fixer, le jeune-homme passe les cinq années suivantes à trapper, dessiner, chasser et collectionner dans la prairie du Manitoba.
En 1901, Ernest change de nom pour Ernest Thompson Seton, revendiquant de cette manière un prestigieux ancêtre écossais. Il rencontre le succès en tant qu'auteur, artiste et naturaliste, et déménage à New York pour y poursuivre sa carrière. Seton a ensuite vécu à Wyndygoul, un domaine qu'il a construit à Cos Cob, dans le secteur de Greenwich, dans le Connecticut. Après avoir subi des actes de vandalisme de la part d'enfants du voisinage, Seton leur rend visite à l'école et les invite à l'accompagner pour un week-end où il leur parle des Indiens d'Amérique et de la nature.
Il crée l'Indian Woodcraft en 1902 et invite la jeunesse locale à y adhérer. Malgré son nom, le groupe est composé de garçons et de filles non-indiens. Ces histoires ont fait l'objet d'une série d'articles écrits pour le magazine Ladies' Home Journal et seront plus tard regroupées dans le recueil intitulé The Birch Bark Roll en 1906. Sur les conseils de son ami Rudyard Kipling, Seton publie Two Little Savages (1903), qui raconte les aventures de jeunes désirant vivre dans les bois et qui pose les bases de l'enseignement des Woodcraft indians.

## Scoutisme

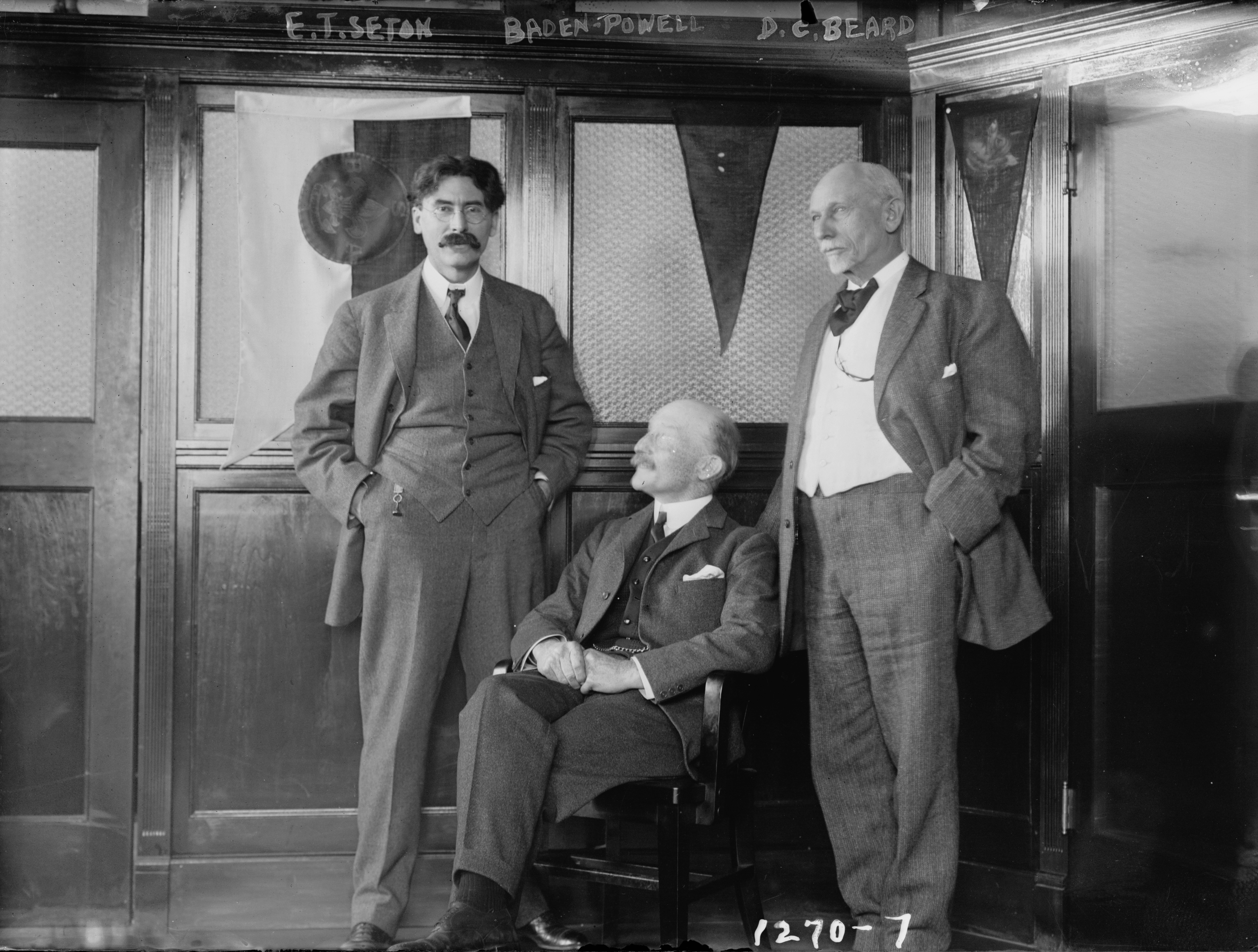
De gauche à droite : Ernest Thompson Seton, Robert Baden-Powell, et Dan Beard, premiers influenceurs du scoutisme au début du XXe siècle.

Seton rencontre en 1906 le fondateur du mouvement scout, Lord Baden-Powell. Ce dernier a lu le livre de Seton, The Birch Bark Roll, qui l'a beaucoup intrigué. Les deux hommes échangent des idées. Baden-Powell lancera par la suite le mouvement scout à travers le monde, et Seton prendra une part essentielle dans la fondation des Boy Scouts of America (BSA), dont il a été le premier chef scout.
Son mouvement Woodcraft Indians (une organisation de jeunesse) s'associe avec les premières esquisses de scoutisme du YMCA et d'autres organisations, ainsi qu'avec les Sons of Daniel Boone de Daniel Carter Beard, pour former les Boy scouts of America. L'œuvre de Seton et de Beard constitue une part majeure des fondations du mouvement scout traditionnel.
Seton est chef scout du BSA jusqu'en 1915 et ses travaux sont en grande partie à l'origine de l'appropriation et de l'incorporation de ce qu'il croit être des éléments amérindiens dans les traditions du mouvement. Toutefois, il a une personnalité marquée et a des différends philosophiques avec Beard et James E. West.
En plus des litiges au sujet du contenu des apports de Seton au manuel du boy scout, des conflits se font aussi jour au sujet des activités militantes en faveur du vote des femmes de son épouse Grace, et à propos de sa citoyenneté britannique. La question de la nationalité émerge en partie à cause de sa place éminente au sein du BSA, et West tente de l'évincer en demandant au conseil d'administration de rendre obligatoire la nationalité américaine pour ses membres. Seton écrit sa lettre de démission le 29 janvier 1915, mais ne l'envoie qu'en mai au BSA.

## Ouvrages
- Mammifères du Manitoba (1886)
- Oiseaux du Manitoba, Foster (1891)
- Comment attraper les loups ?, Communauté Oneida (1894)
- Études de l'anatomie des animaux, Macmillan (1896)
- Les animaux sauvages que j'ai connu, Scribners (1898)
- La piste du Sandhill Stag, Scribners (1899)
- Lobo, Rag, et Vixen, Scribners (1899)
- Le jeu de l'animal sauvage pour les enfants (Musical), Doubleday & Curtis (1900)
- La biographie du Grizzly, Century (1900)
- Lobo the King of Currumpaw (1900), texte qui sera adapté au cinéma (La Légende de Lobo. 1962, Disney).
- Ragylug (1900)
- American Printing House pour les aveugles, Animaux sauvages que j'ai connus (NY point system) (1900)
- Pennsylvania Institution pour les aveugles, 4 livres en braille: Lobo, Redruff, Raggylug, Vixen (1900)
- Vies des chassés, Scribners (1901)
- 12 images des animaux (sans texte), Scribners (1901)
- Krag et Johnny Bear, Scribners (1902)
- Comment jouer aux indiens ? (1903)
- 2 petits sauvageons, Doubleday (1903)
- Comment faire un vrai Teepee indien ?, Curtis (1903)
- Comment les garçons peuvent former une bande d'Indiens ?, Curtis (1903)
- Le livre rouge (1904)
- Monarch, le gros ours de Tallac, Scribners (1904)
- Woodmyth et Fable, Century (1905)
- Animaux Héros, Scribners (1905)
- The Birch Bark Roll des indiens Woodcraft (1906)
- L'histoire naturelle des 10 commandements, Scribners (1907)
- Faune du Manitoba, British Assoc. Handbook (1909)
- Biographie d'un renard argenté, Century (1909)
- Histoires des animaux du Nord (2 volumes), Scribners (1909)
- BSA: Le manuel du Woodcraft, Scoutisme, and Life-craft, Including General Sir Baden-Powell's Scouting for Boys. Doubleday and Page for the Boy Scouts of America (1910)
- Le manuel du forestier, Doubleday (1910)
- The Arctic Prairies, Scribners (1911)
- Rolf In The Woods, Doubleday (dédié aux Boy Scouts of America). (1911)
- Le livre du Woodcraft and Indian Lore (1912)
- The Red Lodge, édition privée de 100 exemplaires (1912)
- Animaux sauvages à la maison, Doubleday (1913)
- Le chat slum', Constable (Londres) (1915)
- Légende du Reindeer blanc, Constable (Londres) (1915)
- Le manuel des indiens Woodcraft (1915)
- Chemins des animaux sauvages, Doubleday (1916)
- Manuel Woodcraft pour les filles (1916)
- The Preacher of Cedar Mountain, Doubleday (1917)
- Woodcraft Manual for Boys; the Sixteenth Birch Bark Roll by Ernest Thompson Seton. Published for the Woodcraft League of America, Garden City, N.Y., Doubleday, Page & Company, 1917. 441 pp., ill. and music. (1917)
- The Woodcraft Manual for Boys; the Seventeenth Birch Bark Roll by Ernest Thompson Seton. Published for the Woodcraft League of America, Inc. Garden City, New York Doubleday, Page & Company, 441 pp. Illus. and music. (1918)
- The Woodcraft Manual for Girls; the Eighteenth Birch Bark Roll, Published for the Woodcraft League of America, Inc. Garden City, New York, Doubleday, Page & Company, 424 pp. Illus. and music. (1918)
- ign Talk of the Indians, Doubleday (1918)
- The Laws and Honors of the Little Lodge of Woodcraft, 8 vol. éd. Cheyenne, Wyo. August. 4th edition. (1919)
- The Brownie Wigwam; The Rules of the Brownies. Fun outdoors for boys and girls under 11 years of age. Woodcraft League of America, N. Y. 8 vo., 7 pp. 5th edition, the first being part of the Birch Bark Roll for 1906 (1921)
- The Buffalo Wind (1921)
- Woodland Tales (1921)
- The Book of Woodcraft (1921)
- The Book of Woodcraft and Indian Lore, Doubleday, Page & Co., 590 pp. More than 500 drawings by the author; 3rd edition of the 1912 issue, enlarged by the inclusion of "The Foresters Manual." (1922)
- Bannertail: The Story of A Gray Squirrel, Scribners (1922)
- Manual of the Brownies; Manual of the Brownies, the Little Lodge of the Woodcraft League of America. 6th edition. A pamphlet of 10 pp. Oct., New York. (1922)
- The Ten Commandments in the Animal World, Doubleday (1923)
- Animals, The Nature Library, Doubleday (Color Plates) (1926)
- Lobo, Rag, and Vixen (The Scribner Series of School Reading), Scribners, 147 pp. (1927)
- Old Silver Grizzly, Hodder (London) (ca. 1927)
- Raggylug and Other Stories, Hodder (London) (ca. 1927)
- Chink and Other Stories, Hodder (London) (ca. 1927)
- Foam The Razorback, Hodder (London) (ca. 1927)
- Johnny Bear and Other Stories, Hodder (London) (ca. 1927)
- Lobo and Other Stories, Hodder (London) (ca. 1927)
- Animals Worth Knowing, (As Above), The Little Nature Library, Doubleday (No Color Plates) (1928)
- 1925-1928 Lives of Game Animals (4 Volumes), Doubleday
- Blazes on The Trail, Little Peegno Press (3 Pamphlets): Life Craft or Woodcraft; Rise of the Woodcraft Indians; Spartans of the West (1928)
- Krag, The Kootenay Ram and Other Stories, University of London Press (1929)
- Billy the Dog That Made Good, Hodder (London) (1930)
- Cute Coyote and Other Stories, Hodder (London) (1930)
- Lobo, Bingo, The Pacing Mustang (1930)
- Famous Animal Stories (1932)
- Animals Worth Knowing (1934)
- Johnny Bear, Lobo and Other Stories, (Modern Standard Authors) Scribners (1935)
- The Gospel of the Redman, with Julia Seton, Doubleday (1936)
- Biography of An Arctic Fox, Appleton-Century (1937)
- Great Historic Animals, Scribners (1937)
- Mainly About Wolves (Same as above), Methuen (London) (1937)
- Pictographs of the Old Southwest, with other authors, Cedar Rapids (1937)
- Buffalo Wind, Private printing of 200 (1938)
- Trail and Camp-Fire Stories (1940)
- Trail of an Artist-Naturalist: The Autobiography of Ernest Thompson Seton, Scribners (1940)
- Santanna, Le chien héros de France, impression limitée de 500 copies dont 300 signées, Phoenix Press (1945)
- Le meilleur d'Ernest Thompson Seton (1949)
- L'Amérique d'Ernest Thompson Seton, sélection des écrits d'un artiste naturaliste animalier, New York, Devin-Adair Co, 413 pages avec une introduction de Farida A. Wiley (1954)
- Traces d'animaux et signes de chasse (1958)
- The Gospel of the Redman; with Julia M. Seton, Santa Fe NM; Seton Village (1958)
- The Worlds of Ernest Thompson Seton. (Edited, with introduction and commentary, by John G. Samson). New York: Knopf. 204 pp. (1976)
- Lobo le loup, et autres animaux de mes connaissances, trad. Bertrand Fillaudeau, collection Biophilia, Éditions Corti (Paris) (2016)